# Piers Bizony
Piers Bizony és un periodista científic, historiador de l'espai, autor i organitzador d'exposicions. Bizony s'especialitza en temes de l'espai exterior, els efectes especials i la tecnologia. Ha escrit articles per a The Independent, BBC Focus i Wired. El seu llibre de 1997 The Rivers of Mars va ser seleccionat per al Premi de Literatura Austronàutica Eugene M. Emme. El seu llibre 2001: Filming the Future (1994, revisat 2000, expandit 2014) és una referència autoritzada sobre la pel·lícula de Stanley Kubrick 2001: una odissea de l'espai. El seu llibre de 2017 Moonshots va ser inspirat pel llibre de Michael Light de 1999 Full Moon.

## Publicacions
- Bizony, Piers. 2001: Filming the Future. 163-page 1st.  Aurum Press, 1994. ISBN 1-85410-365-2.
- Bizony, Piers. Island in the Sky: The International Space Station.  Aurum Press, 1996. ISBN 978-1-85410-436-6.
- Bizony, Piers. The Rivers of Mars: Searching for the Cosmic Origins of Life.  Aurum Press, 1997. ISBN 978-1-85410-495-3.
- Bizony, Piers. The Exploration of Mars: Searching for the Cosmic Origins of Life.  Aurum Press, 1998. ISBN 978-1-85410-584-4.
- Bizony, Piers. 2001: Filming the Future. 165-page revised 2nd.  Aurum Press, 2000. ISBN 978-1-85410-706-0. (Reprinted 2001, Aurum Press.)
- Bizony, Piers. Digital Domain: The Leading Edge of Visual Effects.  Aurum Press, 2001. ISBN 978-1-85410-707-7. (Reprinted 2001, 2002, Billboard Books.)
- Bizony, Piers. Atom.  Icon Books, 2004. ISBN 978-1-84046-873-1.
- Bizony, Piers. The Man Who Ran the Moon: James E. Webb, NASA, and the Secret History of Project Apollo.  Icon Books, 2006. ISBN 978-1-84046-764-2. (Reprinted 2006, Thunder's Mouth; 2007, Icon; 2009, Basic Books.)
- Bizony, Piers. Space 50.  Smithsonian, 2006. ISBN 978-0-06-089010-0.
- Bizony, Piers. One Giant Leap: Apollo 11 Remembered.  Zenith Press, 2009. ISBN 978-0-7603-3710-3.
- Bizony, Piers. How to Build Your Own Spaceship: The Science of Personal Space Travel.  Plume, 2009. ISBN 978-0-452-29533-9.
- Bizony, Piers. Science: The Definitive Guide.  Sterling Publishing, 2010. ISBN 978-1-4351-2948-1.
- Bizony, Piers. The Space Shuttle: Celebrating Thirty Years of NASA's First Space Plane.  Zenith Press, 2011. ISBN 978-0-7603-3941-1.
- Bizony, Piers. Cosmic Tour: 1001 Must-See Images from Across the Universe.  Quercus, 2011. ISBN 978-0-85738-341-9.
- Bizony, Piers. The Search for Aliens: A Rough Guide to Life on Other Worlds.  Rough Guides, 2012. ISBN 978-1-4053-8324-0.
- Bizony, Piers. The Making of Stanley Kubrick's 2001: A Space Odyssey. 1386-page collector.  Taschen, 2014. ISBN 978-3-8365-4769-7. — Contains 5 items: 2001: Filming the Future (562-page expanded 3rd ed.), plus 2001: A Space Odyssey [Photos] (100 film stills, 208 p.), 2001: A Space Odyssey Script (facsimile of Kubrick's annotated copy of Clarke's prose treatment "Journey Beyond the Stars: A Film Story", 260 p.), 2001: A Space Odyssey Notes (facsimile of 158 production notes compiled by Victor Lyndon, 320 p.), and 201 Min. of a Space Idiocy (reprint from Mad magazine no. 125, 8 p.). 1500 copies.
- Bizony, Piers. The Making of Stanley Kubrick's 2001: A Space Odyssey. 562-page regular.  Taschen, 2015. ISBN 978-3-8365-5954-6. — Contains 1 item: 2001: Filming the Future (562-page expanded 3rd ed.).
- Bizony, Piers. Moonshots. 240-page slipcase.  Voyageur Press, 2017. ISBN 978-0-7603-5262-5.